# 2-Dimetilaminoetil-(dimetilamido)fluorofosfato
2-Dimetilaminoetil-(dimetilamido)fluorofosfato, também referido as vezes como Agente GP, é um composto de fósforo tetraédrico e quiral formulado em C6H16FN2O2P.